# Виєзже
Виєзже (рос. Выезжее) — село в Івнянському районі Бєлгородської області Російської Федерації.
Населення становить 132  особи. Входить до складу муніципального утворення Драгунське сільське поселення.

## Історія
Населений пункт розташований у східній частині української суцільної етнічної території — східній Слобожанщині.
Згідно із законом від 20 грудня 2004 року № 159 від 20 грудня 2004 року органом місцевого самоврядування було Драгунське сільське поселення.

## Населення
| 2002 | 2010 |
| ---- | ---- |
| 188  | ↘132 |